# 1600 год в науке
В 1600 году произошли различные научные и технологические события, некоторые из которых представлены ниже.

## События
- 4 февраля — Иоганн Кеплер присоединился к Тихо Браге как его помощник и поселился в замке Бенатки близ Праги. В июле к Кеплеру и Тихо Браге присоединился ещё один астроном, Христиан-Северин Лонгомонтан, который заодно привёз Тихо Браге оставленные тем в Ураниборге астрономические инструменты[1].
- 17 февраля — Джордано Бруно, признанный виновным в ереси, сожжён на Площади цветов в Риме[2].
- 19 февраля — в Перу произошло катастрофическое по своим последствиям извержение вулкана Уайнапутина, самое крупное извержение в Южной Америке за исторический период. Оно вызвало глобальные климатические изменения, в том числе «Великий голод 1601—1603 годов», и усугубило Малый ледниковый период[3][4]
- 31 декабря создана могущественная монополия — Британская Ост-Индская компания.
- В Копенгагене основан Ботанический сад.

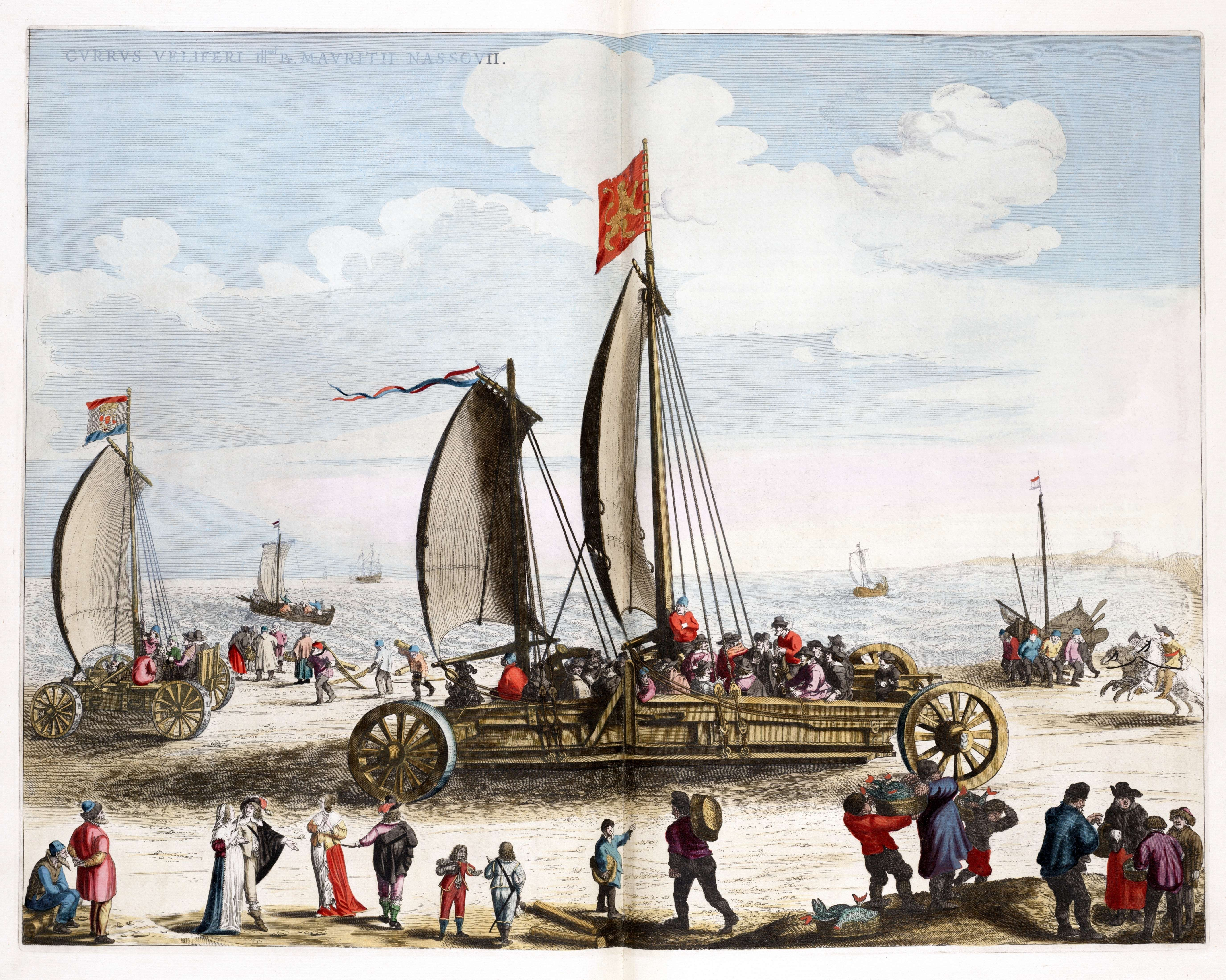
«Сухопутная яхта» Симона Стевина

- Людольф Цейлен подсчитал 35 знаков числа {\displaystyle \pi }, установив рекорд для того периода: π ≈ 3,14159265358979323846264338327950288, так что некоторое время {\displaystyle \pi } называли «Лудольфово число»[5].
- Голландский изобретатель и математик Симон Стевин изобрёл «сухопутную парусную яхту» на колёсах и прокатил на ней пассажиров вдоль побережья быстрее, чем на лошади.

## Публикации
- Английский естествоиспытатель Уильям Гильберт в трактате «О магните»  (De Magnete, Magnetisque Corporoibus, et de Magno Magnete Tellure etc) опубликовал результаты своих 17-летних экспериментальных исследований электрических и магнитных явлений, в том числе предложил термин «электричество» (лат. electricus). Гильберт продемонстрировал, что при любом разрезании магнита у полученных фрагментов всегда два полюса. Для изучения электрических явлений Гильберт изобрёл электроскоп, с помощью которого разделил все вещества на «электрики» (то есть электризуемые, в современной терминологии — диэлектрики) и «не-электрики» (например, проводники)[6].
- Французский агроном Оливье де Серр издал свой главный труд «Le Théâtre d'Agriculture» (19 переизданий в XVII веке).

## Родились
См. также: Категория:Родившиеся в 1600 году
- (?) — Дод Дадли (умер в 1684 году), английский металлург и промышленник, первым использовал каменный уголь в качестве топлива доменной печи.

## Скончались
См. также: Категория:Умершие в 1600 году
- 15 февраля — Хосе де Акоста (род. в 1539 году), испанский натуралист.
- 17 февраля — Джордано Бруно (род. в 1548 году), итальянский мыслитель, поэт, астролог[7].
- 1 сентября — Тадеаш Гаек (род. в 1525 году), чешский врач и астроном.
- 16 октября — Николас Реймерс Бэр (Урсус) (род. в 1551 году), придворный астроном и астролог (официально именовавшийся «математиком») австрийского императора Рудольфа II, сторонник гео-гелиоцентризма.